# (7884) 1993 HH7
(7884) 1993 HH7 là một tiểu hành tinh vành đai chính. Nó được phát hiện bởi Henri Debehogne ở Đài thiên văn La Silla ở Chile ngày 24 tháng 4 năm 1993.